# Fortaleza de La Navidad
O Fuerte de Natividad localizava-se na atual baía do Caracol, na ilha de Hispaniola (hoje Ilha de São Domingos, Haiti), na América Central.

## História
Primeira fortificação européia nas Américas, foi erguido entre o final de dezembro de 1492 e o início de janeiro de 1493, pelos homens do Almirante Cristóvão Colombo em posição dominante sobre a baía em que encalhou a nau Santa Maria, que se mostrou pródiga em ouro. Encontra-se descrita nas palavras do próprio Almirante:
"Quarta, 26 de dezembro - (...) neste lugar, que está metido aqui dentro de uma grande baía, com duas ou três restingas de baixios (...) grande parte da tripulação que viaja comigo me havia pedido e implorado para dar-lhes permissão de ficar aqui. Agora determinei que se construísse uma torre e uma fortaleza, tudo muito bem feito, e uma grande vala, não por acreditar que essa gente precise disso, mas há motivo para se levantar essa torre e se fique como se há de ficar, estando tão longe de Vossas Majestades.
A mesma fonte detalha quem eram os principais homens que ali ficavam, assim como as disposições tomadas para a sua segurança:
Quarta, 2 de janeiro - (...) Nessa ilha [de] Espanhola, que os índios dizem que se chama "Bohio", deixou trinta e nove homens na fortaleza, muito amigos do cacique Guacanagari e, tendo autoridade sobre eles, como seus representantes, Diego de Arana, natural de Córdoba, Pedro Gutiérrez, incumbido de armar estrados para El-Rei, criado do dispenseiro-mor, e Rodrigo de Escovedo, natural de Segóvia, sobrinho de frei Rodrigo Pérez, com todos os poderes que os Soberanos lhe tinham delegado. Deixou-lhes todas as mercadorias que os Reis mandaram comprar para as trocas, e que eram muitas, para que as negociassem por ouro, com tudo o que trazia a nau [naufragada, Santa Maria]. Deixou-lhes também pão de biscoito para um ano, vinho e muita munição, e o barco da nau para que eles, na maioria marinheiros, fossem, quando vissem que lhes convinha, descobrir as minas de ouro, e um lugar onde se fundasse uma aldeia, porque aquilo ali não era porto de seu agrado. Deixou-lhes também sementes para plantar, e seus oficiais, escrivão e meirinho, e um carpinteiro de naus e calafate, e um bom bombardeiro, que entende bem de máquinas, e um tanoeiro, um físico e um alfaiate, e diz que todos são bons conhecedores do mar."
Quando do retorno de Colombo em sua segunda viagem, em novembro de 1493, foram encontrados os cadáveres barbudos de diversos daqueles homens que deixara, e as instalações do forte queimadas. Alguns dos tripulantes haviam abandonado a fortaleza para viver nas matas como indígenas, entre os quais mantinham diversas companheiras.
Jamais se apurou se os mortos pereceram devido às febres tropicais, às disputas entre si pelo ouro e pelas nativas, ou se foram mortos pelos indígenas revoltados.

## Redescoberta
Após a segunda visita de Colombo, o local aparentemente caiu no esquecimento até que, no último quartel do século XX, um fazendeiro do Haiti o mostrou ao Dr. William Hodges (1977). Hodges, um médico missionário estadunidense e arqueólogo amador, recebeu permissão do governo Haitiano para escavar um trecho do tamanho aproximado de uma quadra de tênis no terreno pantanoso, tendo encontraram alguns artefatos de La Navidad.